# روبرت مورينو
روبرت مورينو (بالإسبانية: Robert Moreno González)‏ هو مدرب كرة قدم إسباني، ولد في 19 سبتمبر 1977 في برشلونة في إسبانيا.

## وصلات خارجية
- روبرت مورينو على موقع قاعدة بيانات كرة القدم.إي يو (الإنجليزية)
- روبرت مورينو على موقع Soccerbase.com (مدرب) (الإنجليزية)
- روبرت مورينو على موقع Soccerway.com (الإنجليزية)
- روبرت مورينو على موقع عالم كرة القدم.نت (الإنجليزية)